# Campeonato Pernambucano 1950
In 1950 werd het 36ste Campeonato Pernambucano gespeeld voor voetbalclubs uit de Braziliaanse staat Pernambuco. De competitie werd georganiseerd door de FPF en werd gespeeld van 18 mei 1950 tot 21 januari 1951. Náutico werd kampioen.

## Eerste toernooi
| Plaats | Club            | Wed. | W | G | V | Saldo | Ptn. |
| ------ | --------------- | ---- | - | - | - | ----- | ---- |
| 1.     | Náutico         | 8    | 5 | 3 | 0 | 23:10 | 13   |
| 2.     | Sport do Recife | 8    | 4 | 2 | 2 | 18:16 | 10   |
| 3.     | Santa Cruz      | 8    | 2 | 4 | 2 | 14:15 | 8    |
| 4.     | América         | 8    | 2 | 3 | 3 | 12:15 | 7    |
| 5.     | Íbis            | 8    | 0 | 2 | 6 | 6:17  | 2    |

|  | Winnaar, geplaatst voor finale |

Wedstrijden
| Datum |            | Uitslag |            |
| ----- | ---------- | ------- | ---------- |
| 18/05 | Íbis       | 4 x 4   | Sport      |
| 21/05 | América    | 3 x 3   | Santa Cruz |
| 28/05 | Náutico    | 3 x 0   | Íbis       |
| 04/06 | Sport      | 3 x 1   | América    |
| 11/06 | Náutico    | 4 x 2   | Santa Cruz |
| 18/06 | América    | 2 x 0   | Íbis       |
| 25/06 | Sport      | 3 x 2   | Santa Cruz |
| 13/07 | Santa Cruz | 2 x 1   | Íbis       |
| 23/07 | Náutico    | 4 x 1   | Sport      |
| 30/07 | América    | 1 x 1   | Náutico    |
| 06/08 | Sport      | 2 x 0   | Íbis       |
| 13/08 | América    | 2 x 2   | Santa Cruz |
| 20/08 | Náutico    | 3 x 0   | Íbis       |
| 27/08 | Sport      | 2 x 1   | América    |
| 10/09 | Náutico    | 1 x 1   | Santa Cruz |
| 14/09 | América    | W x O   | Íbis       |
| 17/09 | Santa Cruz | 1 x 0   | Sport      |
| 21/09 | Náutico    | 4 x 2   | América    |
| 24/09 | Íbis       | 1 x 1   | Santa Cruz |
| 01/10 | Sport      | 3 x 3   | Náutico    |

## Tweede toernooi
| Plaats | Club            | Wed. | W | G | V | Saldo | Ptn. |
| ------ | --------------- | ---- | - | - | - | ----- | ---- |
| 1.     | América         | 8    | 5 | 2 | 1 | 16:10 | 12   |
| 2.     | Sport do Recife | 8    | 5 | 1 | 2 | 15:8  | 11   |
| 3.     | Náutico         | 8    | 4 | 2 | 2 | 16:13 | 10   |
| 4.     | Santa Cruz      | 8    | 2 | 3 | 3 | 14:13 | 7    |
| 5.     | Íbis            | 8    | 0 | 0 | 8 | 7:24  | 0    |

|  | Winnaar, geplaatst voor finale |

Wedstrijden
| Datum |            | Uitslag |            |
| ----- | ---------- | ------- | ---------- |
| 08/10 | América    | 2 x 1   | Santa Cruz |
| 12/10 | Náutico    | 2 x 0   | Íbis       |
| 15/10 | América    | 2 x 1   | Sport      |
| 19/10 | Náutico    | 3 x 1   | Santa Cruz |
| 22/10 | Sport      | 3 x 0   | Íbis       |
| 26/10 | América    | 4 x 1   | Náutico    |
| 29/10 | Santa Cruz | 2 x 0   | Íbis       |
| 01/11 | Náutico    | 0 x 1   | Sport      |
| 05/11 | Íbis       | 2 x 0   | América    |
| 12/11 | Sport      | 2 x 2   | Santa Cruz |
| 15/11 | Náutico    | 4 x 2   | Íbis       |
| 19/11 | Santa Cruz | 1 x 1   | América    |
| 23/11 | Sport      | 4 x 1   | Íbis       |
| 26/11 | Náutico    | 3 x 3   | Santa Cruz |
| 30/11 | Sport      | 2 x 1   | América    |
| 03/12 | Santa Cruz | 4 x 1   | Íbis       |
| 08/12 | Náutico    | 1 x 1   | América    |
| 10/12 | Sport      | 1 x 0   | Santa Cruz |
| 14/12 | América    | 5 x 1   | Íbis       |
| 17/12 | Sport      | 1 x 2   | Náutico    |

## Finale
| Datum |         | Uitslag |         |
| ----- | ------- | ------- | ------- |
| 07/01 | Náutico | 1 x 1   | América |
| 14/01 | Náutico | 3 x 1   | América |
| 21/01 | Náutico | 3 x 2   | América |

## Kampioen
| Campeonato Pernambucano de 1950 |
| Pernambuco                      |
| ------------------------------- |
| NÁUTICO Kampioen (4° titel)     |